# Élections municipales partielles françaises de 2010
Dix-neuf élections municipales partielles ont lieu en 2010 en France.

## Élections

### Bagnols-sur-Cèze(Gard)
- Maire sortant : Jean-Yves Chapelet (PS)
- Maire élu : Jean-Christian Rey (PS)

- Contexte : Invalidation de l'élection de Jean-Christian Rey par le Conseil d'État à la suite d'anomalies dans ses comptes de campagne.

|                                    | Jean-Christian Rey  | PS - PCF - MRC - PRG (UG) | 3 186  | 54,78  | - |  |  |  |
| Bagnols Ambitions                  |                     |                           | 3 186  | 54,78  | - |  |  |  |
|                                    | Serge Rouquairol    | UMP - NC                  | 1 046  | 17,98  |   |  |  |  |
| Ensemble et autrement pour Bagnols |                     |                           | 1 046  | 17,98  |   |  |  |  |
|                                    | Jean-Pierre Navarro | FN                        | 980    | 16,85  |   |  |  |  |
| Bagnols fait front                 |                     |                           | 980    | 16,85  |   |  |  |  |
|                                    | René Cret           | DVD                       | 604    | 10,39  |   |  |  |  |
| Bagnols +                          |                     |                           | 604    | 10,39  |   |  |  |  |
|                                    |                     |                           |        |        |   |  |  |  |
| Inscrits                           | Inscrits            | Inscrits                  | 13 393 | 100,00 |   |  |  |  |
| Abstentions                        | Abstentions         | Abstentions               | 7 408  | 55,31  |   |  |  |  |
| Votants                            | Votants             | Votants                   | 5 985  | 44,69  |   |  |  |  |
| Blancs ou nuls                     | Blancs ou nuls      | Blancs ou nuls            | 169    | 2,82   |   |  |  |  |
| Exprimés                           | Exprimés            | Exprimés                  | 5 816  | 97,18  |   |  |  |  |

### Bavans(Doubs)
- Maire sortante : Claire Radreau (DVG)
- Maire élu : Pierre Kneppert (PS)

- Contexte : Décès de la maire.

|                | Pierre Kneppert | DVG - PS       | 985   | 58,66  | - |  |  |  |
|                |                 |                | 985   | 58,66  | - |  |  |  |
|                | Claudine Mielle | DVD            | 694   | 41,33  |   |  |  |  |
|                |                 |                | 694   | 41,33  |   |  |  |  |
|                |                 |                |       |        |   |  |  |  |
| Inscrits       | Inscrits        | Inscrits       | 2 690 | 100,00 |   |  |  |  |
| Abstentions    | Abstentions     | Abstentions    | 956   | 35,54  |   |  |  |  |
| Votants        | Votants         | Votants        | 1 734 | 64,46  |   |  |  |  |
| Blancs ou nuls | Blancs ou nuls  | Blancs ou nuls | 55    | 3,17   |   |  |  |  |
| Exprimés       | Exprimés        | Exprimés       | 1 679 | 96,83  |   |  |  |  |

### Bruges(Gironde)
- Maire sortant : Bernard Seurot (UMP)
- Maire élue : Brigitte Terraza (PS)

- Contexte : Démission de plus d'un tiers (14) des membres du conseil municipal.

| Tête de liste                        | Tête de liste         | Liste              | Premier tour | Premier tour | Second tour | Second tour | Sièges | Sièges |
| Tête de liste                        | Tête de liste         | Liste              | Voix         | %            | Voix        | %           | CM     |        |
| ------------------------------------ | --------------------- | ------------------ | ------------ | ------------ | ----------- | ----------- | ------ | ------ |
|                                      | Brigitte Terraza      | PS - LV - FDG (UG) | 1 784        | 37,06        | 2 121       | 42,05       | 24     |        |
| Vivre à Bruges                       |                       |                    | 1 784        | 37,06        | 2 121       | 42,05       | 24     |        |
|                                      | Marie-Pierre Saingou  | DVD                | 1 527        | 31,72        | 1 779       | 35,27       | 6      |        |
| Le bonheur commence par la confiance |                       |                    | 1 527        | 31,72        | 1 779       | 35,27       | 6      |        |
|                                      | Bernard Seurot *      | UMP                | 1 268        | 26,36        | 1 143       | 22,68       | 3      |        |
| Continuons ensemble                  |                       |                    | 1 268        | 26,36        | 1 143       | 22,68       | 3      |        |
|                                      | Pierre-Olivier Pâquet | MoDem app.         | 233          | 4,86         |             |             |        |        |
| Osez le changement                   |                       |                    | 233          | 4,86         |             |             |        |        |
|                                      |                       |                    |              |              |             |             |        |        |
| Inscrits                             | Inscrits              | Inscrits           | 9 035        | 100,00       | 9 035       | 100,00      |        |        |
| Abstentions                          | Abstentions           | Abstentions        | 4 131        | 45,73        | 3 921       | 43,40       |        |        |
| Votants                              | Votants               | Votants            | 4 904        | 54,27        | 5 114       | 56,60       |        |        |
| Blancs ou nuls                       | Blancs ou nuls        | Blancs ou nuls     | 90           | 1,83         | 70          | 1,37        |        |        |
| Exprimés                             | Exprimés              | Exprimés           | 4 814        | 98,16        | 5 044       | 98,63       |        |        |
| * Liste du maire sortant             |                       |                    |              |              |             |             |        |        |

### Cabestany(Pyrénées-Orientales)
- Maire sortant : Jean Vila (PCF)
- Maire réélu : Jean Vila (PCF)

- Contexte : Démission du maire et des conseillers municipaux (24) de la majorité en désaccord avec l'intégration forcée de la commune dans la CA Perpignan Méditerranée.

|                          | Jean Vila *    | PCF            | 3 177 | 100,00 | 29 |  |  |  |
| La passion de Cabestany  |                |                | 3 177 | 100,00 | 29 |  |  |  |
|                          |                |                |       |        |    |  |  |  |
| Inscrits                 | Inscrits       | Inscrits       | 7 108 | 100,00 |    |  |  |  |
| Abstentions              | Abstentions    | Abstentions    | 3 687 | 51,87  |    |  |  |  |
| Votants                  | Votants        | Votants        | 3 421 | 48,13  |    |  |  |  |
| Blancs ou nuls           | Blancs ou nuls | Blancs ou nuls | 244   | 7,13   |    |  |  |  |
| Exprimés                 | Exprimés       | Exprimés       | 3 177 | 92,87  |    |  |  |  |
| * Liste du maire sortant |                |                |       |        |    |  |  |  |

### Canet-en-Roussillon(Pyrénées-Orientales)
- Maire sortante : Arlette Franco (UMP)
- Maire élu : Bernard Dupont (UMP)

- Contexte : Décès de la maire.

### Cesson(Seine-et-Marne)
- Maire sortant : Jean-Marc Brulé (Verts)
- Maire élu : Olivier Chaplet (DVD)

- Contexte : Démission de plus d'un tiers des membres du conseil municipal.

| Tête de liste             | Tête de liste       | Liste          | Premier tour | Premier tour | Second tour | Second tour | Sièges  | Sièges  |
| Tête de liste             | Tête de liste       | Liste          | Voix         | %            | Voix        | %           | CM      |         |
| ------------------------- | ------------------- | -------------- | ------------ | ------------ | ----------- | ----------- | ------- | ------- |
|                           | Olivier Chaplet     | DVD            | 1 460        | 47,20        | 1 638       | 52,94       | 23      |         |
| Union pour Cesson         |                     |                | 1 460        | 47,20        | 1 638       | 52,94       | 23      |         |
|                           | Marika Leduc        | DVG - MoDem    | 678          | 21,92        | 805         | 26,02       | 3       |         |
| Notre enjeu : Cesson      |                     |                | 678          | 21,92        | 805         | 26,02       | 3       |         |
|                           | Lilian Sénéchal     | LV - DVG       | 523          | 16,91        | 651         | 21,04       | 3       |         |
| Agir ensemble pour Cesson |                     |                | 523          | 16,91        | 651         | 21,04       | 3       |         |
|                           | Jean-Louis Boisanté | PS             | 432          | 13,97        | Retrait     | Retrait     | Retrait | Retrait |
| Cesson pour vous          |                     |                | 432          | 13,97        | Retrait     | Retrait     | Retrait | Retrait |
|                           |                     |                |              |              |             |             |         |         |
| Inscrits                  | Inscrits            | Inscrits       | 6 199        | 100,00       | 6 199       | 100,00      |         |         |
| Abstentions               | Abstentions         | Abstentions    | 3 029        | 48,86        | 3 053       | 49,25       |         |         |
| Votants                   | Votants             | Votants        | 3 170        | 51,14        | 3 146       | 50,75       |         |         |
| Blancs ou nuls            | Blancs ou nuls      | Blancs ou nuls | 77           | 2,43         | 52          | 1,65        |         |         |
| Exprimés                  | Exprimés            | Exprimés       | 3 093        | 97,57        | 3 094       | 98,35       |         |         |

### Charlieu(Loire)
Cette élection s'est déroulée en un tour, le 3 octobre 2010.
Maire sortant : René Lapallus (PCF)
1er tour :
Inscrits : 2 491
Votants : 1 384 (55,56 %)
Abstentions : 1 107 (44,44 %)
Exprimés : 1 306 (94,36 %)
Blancs ou nuls : 78 (5,64 %)
- Bruno Berthelier (DVD) 57,50 % (750 voix)
- Patricia Garcia  (DVG) 42,5 %  (555 voix)

### Luisant(Eure-et-Loir)
Cette élection s'est jouée en deux tours, les 24 et 31 janvier 2010.
Maire sortant : Wilson Valor (UMP)
1er tour :
Inscrits : 5 467
Votants : 3 042 (55,64 %)
Abstentions : 2 425 (44,36 %)
Exprimés : 2 944 (96,78 %)
Blancs ou nuls : 98 (3,22 %)
- Wilson Valor (UMP) : 1 125 voix (38,21 %)
- Gérard Prier (DVG) : 856 voix (29,08 %)
- Olivier DUPUY (MoDem) : 615 voix (20,89 %)
- Françoise Pelletier (SE) : 342 voix (11,82 %)

2e tour :
Inscrits 5467
Votants 3146
Exprimés 3076
Blancs/Nuls 70
Participation 57,55 %
- Wilson Valor (UMP) 1335 voix (43,40 %)
- Gérard Prier (DVG) 1155 voix (37,55 %)
- Olivier Dupuy (MoDem) 586 voix (19,05 %)

### Guise(Aisne)
Cette élection s'est jouée en un tour, le 31 janvier 2010.
Inscrits : 3 484
Votants : 2 096 (60,16 %)
Abstentions : 1 388 (39,84 %)
Exprimés : 1 986 (94,75 %)
Blancs ou nuls : 110 (5,25 %)
- Hugues Cochet (DVG) : 1 134 voix (57,10 %)
- Cédric Lajeunesse (SE) : 852 voix (42,90 %)

### Pleumeur-Bodou(Côtes-d'Armor)
Cette élection s'est jouée en deux tours, le 28 février et le 7 mars 2010.
Maire sortant : Armelle Queniat (DVG)
1er tour :
- Pierre Terrien          (DVD)     41 %
- Armelle Queniat         (DVG)     32,1 %
- Jean Seguin             (Les Verts)   26,9 %

2e tour :
- Pierre Terrien          (DVD)     43,9 %
- Armelle Queniat         (DVG)     35,7 %
- Jean Seguin             (Les Verts)   20,4 %

### Gargenville(Yvelines)
Cette élection a eu lieu en deux tours, le 31 mai et le 6 juin 2010.
Maire sortant : Pierre-Marie Darnaut (DVG)
1er tour :
- Pierre-Marie Darnaut   (DVG)        607 voix (23,58 %)
- Jean Lemaire           (DVD)        708 voix (27,51 %)
- Nicole Delpeuch        (DVD)        1259 voix (48,91 %)

2e tour :
- Nicole Delpeuch        (DVD)        1330 voix (54,89 %) ⇒ 23 sièges
- Jean Lemaire           (DVD)        1093 voix (45,11 %) ⇒ 6 sièges

### Pont-à-Mousson(Meurthe-et-Moselle)
Cette élection s'est déroulée en un tour, le 6 juin 2010.
Maire sortant : Jacques Choquenet (DVD)
1er tour :
Inscrits : 9.433
Votants : 4.209 (44,61 %)
Exprimés : 4.136
- Henry Lemoine (UMP) 55,56 % (2297 voix)
- Julien Vaillant (PS) 31,84 % (1316 voix)
- Jacques Choquenet (DVD) 12,60 % (521 voix)

### Royan(Charente-Maritime)
Cette élection s'est jouée en un tour, le 6 juin 2010.
Maire sortant : Didier Quentin (UMP)
- Didier Quentin (UMP) : 50,3 % ⇒ 25 sièges
- Jean-Michel Denis (DVD) : 26,1 % ⇒ 4 sièges
- Jacques Guiard (DVG) : 17,3 % ⇒  3 sièges
- René-Luc Chabasse (DVD) : 6,2 % ⇒ 1 siège

### Saint-Estève(Pyrénées-Orientales)
Cette élection s'est déroulée en deux tours, les 3 et 10 octobre 2010.
Maire Sortant : Élie Puigmal (PS)
1er tour :
Inscrits : 8 636
Votants : 4 857 (56,2 %)
Exprimés : 4 691 (54,3 %)
- Élie Puigmal PS 39,8 % (1867 voix)
- Jean-Marc Panis (Europe Écologie) 12,6 % (591 voix)
- Jean-Jacques Vila (MoDem)       17,9 %  (839 voix)
- Robert Vila       (DVD)   23,5 %  (1102 voix)
- Jean-Marie Palma  (DVD)   6,2 % (290 voix)

2e tour :
Inscrits : 8 633
Votants: 4 993 (57,8 %)
Exprimés : 4 871 (56,4 %)
- Élie Puigmal (PS) 43,9 % (2138 voix)
- Jean-Marc Panis (Europe Écologie) 10,7 % (521 voix)
- Robert Vila       (Divers droite)   45,4 % (2211 voix)

### Saint-Gilles (Gard)
Cette élection s'est déroulée en deux tours, les 10 et 17 octobre 2010.
Maire sortant : Olivier Lapierre (UMP)
1er tour :
Inscrits : 8525
Votants : 4471 (52,4 %)
Exprimés 4295 (50,4 %)
- Alain Gaido (PS) 28,1 % (1206 voix)
- Olivier Lapierre (UMP) 20,4 % (876 voix)
- Yvon Rouquel (DVD) 16,4 % ((704 voix)
- Eddy Valadier (DVD) 35,8 % (1537 voix)

2e tour :
Inscrits : 8 525
Votants : 4 886 (57,3 %)
Exprimés : 4 603 (54 %)
- Olivier Gaido (PS) 51,5 % (2 370 voix)
- Eddy Valadier (DVD) 48,5 % (2 232 voix)

### Nans-les-Pins(Var)
Cette élection s'est déroulée en un tour, le 21 novembre 2010.
Maire sortant : Robert Poilpret (DVD)
1er tour :
Inscrits : 2 810
Votants : 1 749 (62,24 %)
Exprimés : 1 652 (94,45 %)
- Michel Attard  (DVD) 47,51 % (784 voix)
- Pierrette Lopez (DVD) 52,48 % (866 voix)

### Épône(Yvelines)
Cette élection, provoquée par la démission de l'ensemble du conseil municipal le 6 octobre 2010, s'est jouée en deux tours le 28 novembre et le 5 décembre 2010.
Maire sortant : Pascal Lazerand (DVD)
Premier tour :
Inscrits : 4144 ;
votants : 2172 ;
exprimés : 2125.
- Daniel Francesconi (PS) : 488 voix (23 %)
- Gérard Raspaud (SE) : 892 voix (42 %)
- Pascal Lazerand (DVD) : 701 voix (33 %)

Second tour :
Inscrits : 4144 ;
votants : 2197 ;
exprimés : 2163.
- Daniel Francesconi (PS) : 363 voix (16,78 %)
- Gérard Raspaud (SE) : 964 voix (44,56 %)
- Pascal Lazerand (DVD) : 836 voix (38,65 %)

### Noisy-le-Sec(Seine-Saint-Denis)
- Maire sortante : Alda Pereira-Lemaitre (PS)

| Tête de liste  | Tête de liste                  | Liste          | Premier tour | Premier tour | Second tour | Second tour | Sièges |
| Tête de liste  | Tête de liste                  | Liste          | Voix         | %            | Voix        | %           | Sièges |
| -------------- | ------------------------------ | -------------- | ------------ | ------------ | ----------- | ----------- | ------ |
|                | Gilles Garnier                 | PCF (EÉLV)     | 2 298        | 34,20        | 3 355       | 45,28       | 9      |
|                | Alda Pereira-Lemaître sortante | PS             | 1 161        | 17,28        | 3 355       | 45,28       | 9      |
|                | Laurent Rivoire élu            | NC             | 2 253        | 33,53        | 4 053       | 54,72       | 30     |
|                | Olivier Deleu                  | UMP            | 1 008        | 15,00        | 4 053       | 54,72       | 30     |
|                |                                |                |              |              |             |             |        |
| Inscrits       | Inscrits                       | Inscrits       | 18 895       | 100,00       | 18 895      | 100,00      | 39     |
| Abstentions    | Abstentions                    | Abstentions    | 12 001       | 63,51        | 11 451      | 60,6        |        |
| Votants        | Votants                        | Votants        | 6 894        | 36,49        | 7 444       | 39,4        |        |
| Blancs et nuls | Blancs et nuls                 | Blancs et nuls | 174          | 2,52         | 37          | 0,5         |        |
| Exprimés       | Exprimés                       | Exprimés       | 6 720        | 97,48        | 7 407       | 99,5        |        |

### Corbeil-Essonnes(Essonne)
- Maire sortant : Jean-Pierre Bechter (UMP)

| Tête de liste  | Tête de liste                     | Liste          | Premier tour | Premier tour | Second tour | Second tour |  |
| Tête de liste  | Tête de liste                     | Liste          | Voix         | %            | Voix        | %           |  |
| -------------- | --------------------------------- | -------------- | ------------ | ------------ | ----------- | ----------- |  |
|                | Jean-Pierre Bechter sortant réélu | UMP            | 4 135        | 47,24        | 5 266       | 53,91       |  |
|                | Bruno Piriou                      | PCF            | 3 958        | 45,24        | 4 497       | 46,09       |  |
|                | Jean-François Bayle               | Divers droite  | 659          | 7,52         |             |             |  |
|                |                                   |                |              |              |             |             |  |
| Inscrits       | Inscrits                          | Inscrits       | 21 474       | 100,00       | 21 474      | 100,00      |  |
| Abstentions    | Abstentions                       | Abstentions    | 12 488       | 58,15        | 11 411      | 53,14       |  |
| Votants        | Votants                           | Votants        | 8 986        | 41,85        | 10 063      | 46,86       |  |
| Blancs et nuls | Blancs et nuls                    | Blancs et nuls | 234          | 2,6          | 259         | 2,57        |  |
| Exprimés       | Exprimés                          | Exprimés       | 8 752        | 97,4         | 9 804       | 97,43       |  |